# St. Maries
St. Maries är administrativ huvudort i Benewah County i Idaho. St. Maries hade 2 402 invånare enligt 2010 års folkräkning.